# همه می‌خواهند بر جهان حکومت کنند
«همه می‌خواهند بر جهان حکومت کنند» (به انگلیسی: Everybody Wants to Rule the World) ترانه‌ای از گروه پاپ راک انگلیسی تی‌یرز فور فی‌یرز است که در دومین آلبوم استودیویی آن‌ها ترانه‌هایی از صندلی بزرگ (۱۹۸۵) قرار دارد. این ترانه را رولاند اورزابل، ایان استنلی و کریس هیوز نوشتند و هیوز تهیه‌کنندگی آن را عهده‌دار بود. «همه می‌خواهند بر جهان حکومت کنند» ترانه‌ای موج نو و سینث-پاپ است؛ اشعار آن جزئیات میل انسان به کنترل و قدرت را شرح می‌دهد و بر مضامین فساد تمرکز دارد.
این ترانه موفقیتی بین‌المللی بود و در ایرلند، استرالیا، و بریتانیا در رتبه دوم و در کانادا، نیوزیلند و ایالات متحده در صدر جدول فروش قرار گرفت. این ترانه هم توسط میوزیک کانادا و هم توسط صنعت ضبط صدای بریتانیا گواهی‌نامه طلایی دریافت کرد. در نقدهای گذشته‌نگر، منتقدان «همه می‌خواهند بر جهان حکومت کنند» را ستایش کرده‌اند و برخی نام این ترانه را در میان بهترین‌های دهه قرار داده‌اند. این اثر همراه با ترانه «فریاد» (۱۹۸۴)، یکی از ترانه‌های مشخص‌کنندهٔ این گروه است.
موزیک ویدئویی برای این ترانه در ام‌تی‌وی تبلیغ شد. در سال ۱۹۸۶، این ترانه برنده بهترین تک‌آهنگ در جوایز بریت شد و در همان سال توسط گروه به عنوان تک‌آهنگ خیریه‌ای برای کمپین کمک‌های ورزشی دوباره ضبط شد. «همه می‌خواهند بر جهان حکومت کنند» از زمان پخش به‌طور گسترده بازخوانی شده است، به ویژه به‌وسیلهٔ خوانندهٔ نیوزیلندی لرد برای موسیقی متن اقتباس سینمایی بازی‌های گرسنگی: اشتعال.